# Harold Robinson
Harold Ernest Robinson (Syracuse, 22 mei 1932 – 17 december 2020) was een Amerikaanse botanicus.
Tussen 1950 en 1955 studeerde hij aan de Ohio University, waar hij een B.Sc. behaalde met een major in botanie en een minor in de zoölogie. Van 1955 tot 1957 studeerde hij aan de University of Tennessee, waar hij een M.Sc. behaalde met een major in de botanie en een minor in de entomologie. Tussen 1957 en 1960 was hij actief aan de Duke University, waar hij een Ph.D. behaalde.
Robinson werkte sinds 1962 bij de afdeling botanie van het National Museum of Natural History (Smithsonian Institution). Hier hield hij zich bezig met onderzoek naar de taxonomie van de composietenfamilie (Asteraceae). Ook richtte hij zich op de bromeliafamilie (Bromeliaceae), mossen van de Nieuwe Wereld en de insectenfamilie Dolichopidae.
Robinson was lid van organisaties als de American Society of Plant Taxonomists, de Botanical Society of America en de Botanical Society of Washington (voorzitter in 1999).
Robinson heeft publicaties op zijn naam in tijdschriften als American Journal of Botany, Annals of the Missouri Botanical Garden, Botanical Journal of the Linnean Society, Brittonia, Novon, Phytochemistry, Systematic Botany en Taxon. Hij was (mede)auteur van meer dan 3200 botanische namen. Volgens ISIHighlyCited.com behoorde Robinson tot de meest geciteerde wetenschappers op het gebied van de landbouwwetenschappen en de plant- en dierkunde.
Hij overleed in 2020.